# Ugo I di Lusignano
Ugo I di Lusignano detto il Cacciatore (... – prima metà del X secolo) è stato un nobile franco, fu Signore di Lusignano, per un periodo imprecisato, nella prima metà del X secolo.

## Biografia

### Infanzia
Di Ugo si hanno poche notizie: non si conoscono i suoi ascendenti. Lo storico americano, Sidney Painter, nel suo The Lords of Lusignan in the Eleventh and Twelfth Centuries lo considera un personaggio reale e non leggendario.

### Matrimonio
Della moglie di Ugo non si conoscono né il nome né gli ascendenti; il Chronicon sancti Maxentii Pictavensis, Chroniques des Eglises d'Anjou ci informa che ebbe almeno un figlio.

### Signore di Lusignono

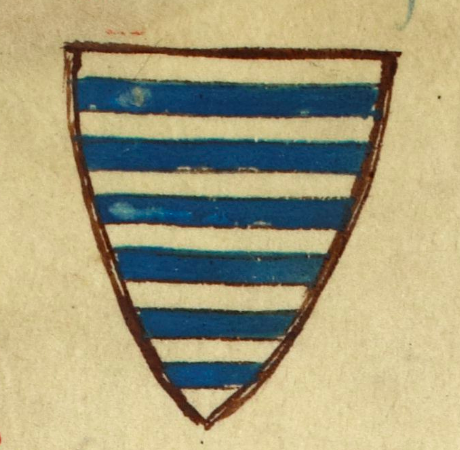
Lo stemma dei Lusignano nellHistoria anglorum

Di Ugo ci è pervenuta una citazione nel Chronicon sancti Maxentii Pictavensis, Chroniques des Eglises d'Anjou in cui si fa riferimento a Ugo come capostipite della dinastia dei Lusignano e quindi come primo signore di Lusignano; nella stessa citazione viene definito cacciatore (Hugonis Venatoris), per cui si è fatta l'ipotesi che fosse un cavaliere di origine franca che ottenne la signoria di Lusignano o dal vescovo di Poitiers oppure dai conti di Poitiers, che in quel periodo divennero anche duchi di Aquitania.

### Morte

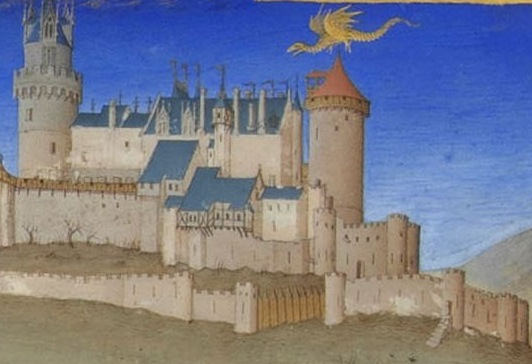
Lo Château de Lusignan all'inizio del XV secolo dalle Trés Riches Heures du Duc de Berry

A Ugo il Cacciatore, succedette il figlio Ugo detto il Caro (Hugonis Kari), che, ancora secondo il Chronicon sancti Maxentii Pictavensis, Chroniques des Eglises d'Anjou costruì il castello di Lusignano.

## Discendenza
Ugo ebbe dalla moglie almeno un figlio:
- Ugo (secolo X), che fu Signore di Lusignano[3][4].

### Fonti primarie
- (LA)  Chronicon sancti Maxentii Pictavensis, Chroniques des Eglises d'Anjou.

### Letteratura storiografica
- (EN)  The Lusignan family in the 11th & 12th centuries